# P.O.P. (EP)
P.O.P. (in greco Π.O.Π.?) è il primo EP della cantante greca Marina Satti, pubblicato il 14 maggio 2024 dalla Golden e Minos EMI.
Ad esso ha fatto seguito Pop Too, secondo album in studio della cantante pubblicato nel 2025.

## Tracce
1. Tucutum – 3:24 (Marina Satti, Clément Loubens, Michalīs Stathakīs, Ermīs Geragidīs)
2. Zari – 3:00 (Gino Borri, Jay Lewitt Stolar, Jordan Richard Palmer, Konstantin Plamenov Beškov, Manōlīs Solidakīs, Marina Satti, Nick Kōdōnas, Oge, Vlospa, Ermīs Geragidīs, Michalīs Stathakīs, Pablo Alcántara, Sam Tiba)
3. Stīn īgia mas – 3:20 (Anastasios Tsordas, Marios Tsitsopoulos)
4. Lalalala – 2:52 (Chrīstos Kaliontzidīs, Konstantin Plamenov Beškov, Marina Satti, Markos Koumarīs, Nick Kōdōnas, Oge)
5. Eimai kala!!!!!!!! – 0:50 (Katerina Salaka, Marina Satti, Nick Kōdōnas)
6. Mixtape (feat. Lefterīs Pantazīs, Vlospa, Oge, Rack, Effi Thodi) – 10:31 (Anastasios Tsordas, Giōta Chalkia, IamStrong, Konstantin Plamenov Beškov, Khalil, Makīs Vasileiadīs, Marina Satti, Nick Kōdōnas, Oge, Rack, Teo, Vlospa)
7. Ah thalassa – 3:21 (Ermīs Geragidīs, Lena Kitsopoulou, Marina Satti, Nick Kōdōnas)

Tracce bonus nell'edizione streaming
1. Tucutum (feat. Mikros Leftis and Vlospa) (RMX) – 2:44
2. Stīn īgia mas (Lazy Flow vogue Remix) – 2:32
3. Lalalala (Remix; con Oge) – 2:44
4. Ah thalassa (Live at Lycabettus Theatre, Greece/2024) – 3:40

## Classifiche
| Classifica (2024) | Posizione massima |
| ----------------- | ----------------- |
| Grecia            | 1                 |